# Velîkîi Brataliv, Liubar
Velîkîi Brataliv (în ucraineană Великий Браталів) este localitatea de reședință a comunei Velîkîi Brataliv din raionul Liubar, regiunea Jîtomîr, Ucraina.

## Demografie
Componența lingvistică a localității Velîkîi Brataliv
     Ucraineană (99,3%)
     Alte limbi (0,7%)
Conform recensământului din 2001, majoritatea populației localității Velîkîi Brataliv era vorbitoare de ucraineană (99,3%), existând în minoritate și vorbitori de alte limbi.